# مایکروسافت اکسچنج سرور
مایکروسافت اکسچنج سرور (به انگلیسی: Microsoft Exchange Server) یکی از بزرگ‌ترین پروژه‌های مایکروسافت و بخشی از خط تولید Microsoft Server است که امکان ارسال، دریافت و مدیریت Email، تماس‌ها و تقویم را فراهم می‌کند.
دارای ورژن‌های متعدد است و نسخه سال ۲۰۰۷ آن با امکانات جدید و امنیت بیشتر در ۳۰ نوامبر ۲۰۰۶ در دو نسخه ۳۲ و ۶۴ بیتی ارائه شده‌است.
در ورژن ۲۰۰۰ قابلیت پیام‌رسان فوری میان کاربران وجود داشت که در نسخه‌های بعدی حذف شد و به جای آن می‌توان از ابزارهایی مانند Microsoft Office Live Communications Server برای این کار استفاده کرد.
از جمله کاربردهای فراوان Exchange Server قابلیت راه اندازی Public Folder به منظور به اشتراک‌گذاری ایمیلهای دریافت و ارسال شده توسط کابران است. نکته مهم قابلیت تعیین دسترسی کاربران جهت خواندن یا پاک کردن و ساختن نامه‌ها و فولدر‌ها است. به صورتی که یک کاربر فقط بتواند ایمیل‌های خودش دیگران را بخواند پاک کند.
از دیگر نکته‌های قابل بحث قابلیت اتصال چند سرور به یکدیگر و دسته‌بندی کابران است.
برای دیدن Public Folderها نیاز به داشتن نرم‌افزار Outlook و تنظیم مناسب آن داریم و نیز می‌توان توسط Web Access به فایل‌ها دسترسی داشت.
در صورت اتصال به Share Point Server (که خود قابلیت اشتراک‌گذاری ایمیل‌ها را ندارد) این امکان به share point اضافه می‌شود.
قابلیت Backup گیری از Public Folder به دو صورت فایل pst و bkf وجود دارد.
اکسچینج سرور ۲۰۱۰ در نیمه دوم سال ۲۰۰۹ منتشر شده‌است و هم‌اکنون سرویس پک یک آن نیز توسط مایکروسافت ارائه گردیده‌است.
سرورهای آسیب‌پذیر اکسچینج از جمله اهداف مهاجمان سایبری هستند؛ برای مثال، در فروردین ۱۴۰۰ گزارش شد که گردانندگان تروجان آیسدآی‌دی با بهره‌جویی از آسیب‌پذیری‌های ProxyShell و رخنه به سرورهای اکسچینج، حساب ایمیل کاربران را در کنترل گرفته و سپس در پاسخ به ایمیل‌های دریافتی قبلی آنها، اقدام به ارسال ایمیل ماحیگیری از سوی حساب هک‌شده می‌کنند.